# Ian F. McNeely
Ian Farrell McNeely (* 10. Oktober 1971) ist ein US-amerikanischer Historiker.

## Leben
Er studierte Geschichte an der Harvard University (A.B. 1992) und an der University of Michigan (M.A. 1993, Ph.D. 1998). Er lehrt Geschichte an der University of Oregon (Professor seit 2013, Associate Professor of History 2006–2013, Assistant Professor 2002–2006).
Als Wissenshistoriker forschte er zu praktischen Intellektuellen, Denker, die dies auch tun, sei es durch die Reform der öffentlichen Gesundheitsversorgung, den Wiederaufbau der Zivilgesellschaft oder die Neuerfindung von Hochschulen.

## Schriften (Auswahl)
- „Medicine on a grand scale“. Rudolph Virchow, liberalism, and public health. London 2002, ISBN 0-85484-082-6.
- The emancipation of writing. German civil society in the making, 1790s–1820s. Berkeley 2003, ISBN 0-520-23330-1.
- mit Lisa Wolverton: Reinventing knowledge. From Alexandria to the Internet. New York 2008, ISBN 978-0-393-06506-0.